# سحاة كسول
سحاة كسول هو خفاش أوربي من جنس سحاة. يوجد في المناطق الممتدة من البرتغال إلى أذربيجان ومن السويد إلى جزر الكناري، حيث وُجِد نويع. لها أنف قصير وعينان صغيرتان وأذنان واسعتان.